# Campeonato Sul-Americano de Futebol Sub-19 de 1967
O Campeonato Sul-Americano de Futebol Juvenil de 1967 foi a quarta edição dessa competição organizada pela Confederação Sul-Americana de Futebol (CONMEBOL), na época para jogadores com até 19 anos de idade. Realizou-se entre os dias 3 e 29 de março na cidade de Assunção.
A Argentina conquistou o título da categoria pela primeira vez após superar o Paraguai na final. A decisão terminou empatada em 2 a 2 e o regulamento determinava um sorteio em caso de iguldade, o que acabou beneficiando aos argentinos.

## Equipes participantes
Nove das dez equipes filiadas a CONMEBOL participaram do torneio. Brasil e Equador voltaram a participar após desistirem da edição anterior na Colômbia. A Bolívia seguiu sem estrear no campeonato.
| Grupo A - Argentina - Colômbia - Paraguai - Venezuela | Grupo B - Brasil - Chile - Equador - Peru - Uruguai |

## Primeira fase
Nota: Na época a vitória valia dois (2) pontos.

### Grupo A
| Time      | Pts | J | V | E | D | GP | GC | SG |
| --------- | --- | - | - | - | - | -- | -- | -- |
| Paraguai  | 4   | 3 | 2 | 0 | 1 | 8  | 4  | +4 |
| Argentina | 3   | 3 | 1 | 1 | 1 | 5  | 5  | 0  |
| Colômbia  | 3   | 3 | 1 | 1 | 1 | 5  | 5  | 0  |
| Venezuela | 2   | 3 | 1 | 0 | 2 | 4  | 8  | -4 |

| 5 de março, 1967  |     |           |  |  |
| Paraguai          | 4–0 | Venezuela |  |  |
| 6 de março, 1967  |     |           |  |  |
| Argentina         | 1–1 | Colômbia  |  |  |
| 8 de março, 1967  |     |           |  |  |
| Venezuela         | 3–1 | Colômbia  |  |  |
| 12 de março, 1967 |     |           |  |  |
| Paraguai          | 3–1 | Argentina |  |  |
| 19 de março, 1967 |     |           |  |  |
| Colômbia          | 3–1 | Paraguai  |  |  |
| Argentina         | 3–1 | Venezuela |  |  |

Argentina e Colômbia terminaram empatados na segunda posição em todos os critérios de desempate e realizaram uma partida extra para definir o último classificado do grupos as semifinais.
| 22 de março, 1967 |     |          |  |  |
| Argentina         | 0–0 | Colômbia |  |  |

Como persistiu o empate, o regulamento previa um sorteio, que foi favorável à Argentina.

### Grupo B
| Time    | Pts | J | V | E | D | GP | GC | SG |
| ------- | --- | - | - | - | - | -- | -- | -- |
| Brasil  | 6   | 4 | 3 | 0 | 1 | 7  | 3  | +4 |
| Peru    | 5   | 4 | 2 | 1 | 1 | 8  | 5  | +3 |
| Chile   | 4   | 4 | 2 | 0 | 2 | 5  | 7  | -2 |
| Uruguai | 3   | 4 | 1 | 1 | 2 | 5  | 7  | -2 |
| Equador | 2   | 4 | 1 | 0 | 3 | 4  | 7  | -3 |

| 3 de março, 1967  |     |         |  |  |
| Peru              | 2–2 | Uruguai |  |  |
| 6 de março, 1967  |     |         |  |  |
| Equador           | 2–1 | Brasil  |  |  |
| 8 de março, 1967  |     |         |  |  |
| Peru              | 3–1 | Chile   |  |  |
| 11 de março, 1967 |     |         |  |  |
| Brasil            | 3–1 | Uruguai |  |  |
| Peru              | 3–1 | Equador |  |  |
| 14 de março, 1967 |     |         |  |  |
| Uruguai           | 1–0 | Equador |  |  |
| Brasil            | 2–0 | Chile   |  |  |
| 17 de março, 1967 |     |         |  |  |
| Chile             | 2–1 | Equador |  |  |
| 18 de março, 1967 |     |         |  |  |
| Brasil            | 2–1 | Peru    |  |  |
| 19 de março, 1967 |     |         |  |  |
| Chile             | 2–1 | Uruguai |  |  |

## Semifinal
| 26 de março | Brasil | 0 – 2 | Argentina | Assunção |
|             |        |       |           |          |

| 26 de março | Paraguai | 2 – 1 | Peru | Assunção |
|             |          |       |      |          |

## Final
| 29 de março | Argentina | 2 – 2 | Paraguai | Assunção |
|             |           |       |          |          |

Em caso de empate, o regulamento previa um sorteio para a definição do campeão. Novamente a Argentina beneficiou-se desse recurso no campeonato.
| Campeão             |
| ------------------- |
| ARGENTINA 1º título |